# Центральний автовокзал Єрусалиму
31°47′20″ пн. ш. 35°12′11″ сх. д. / 31.789° пн. ш. 35.203° сх. д.
Центральний автовокзал Єрусалиму є основним автовокзалом міста Єрусалим. Знаходиться на в'їзді в місто с заходу, на вулиці Яффо, неподалік від Струнного міста.

## Галерея

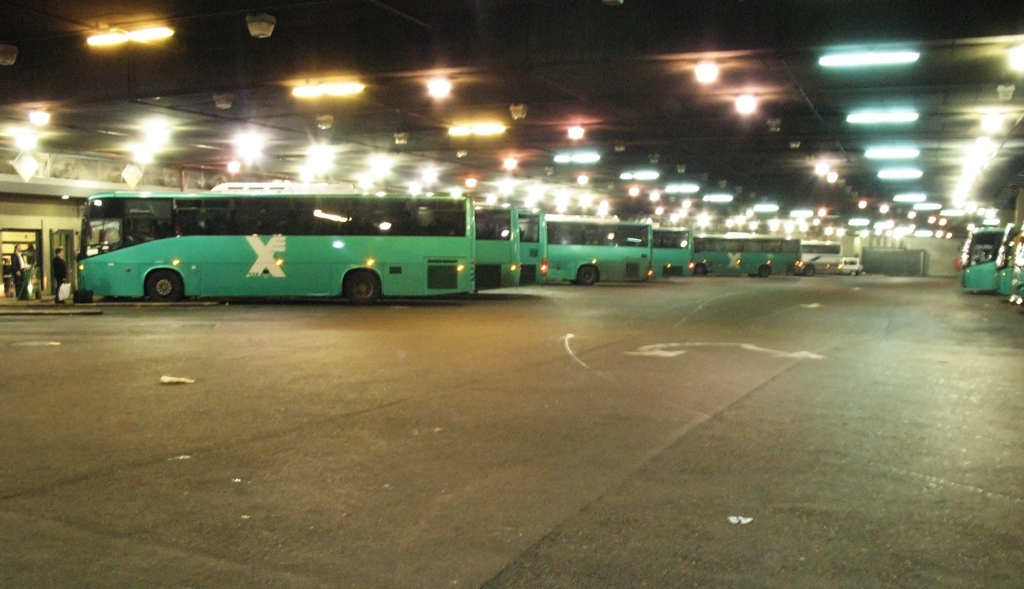
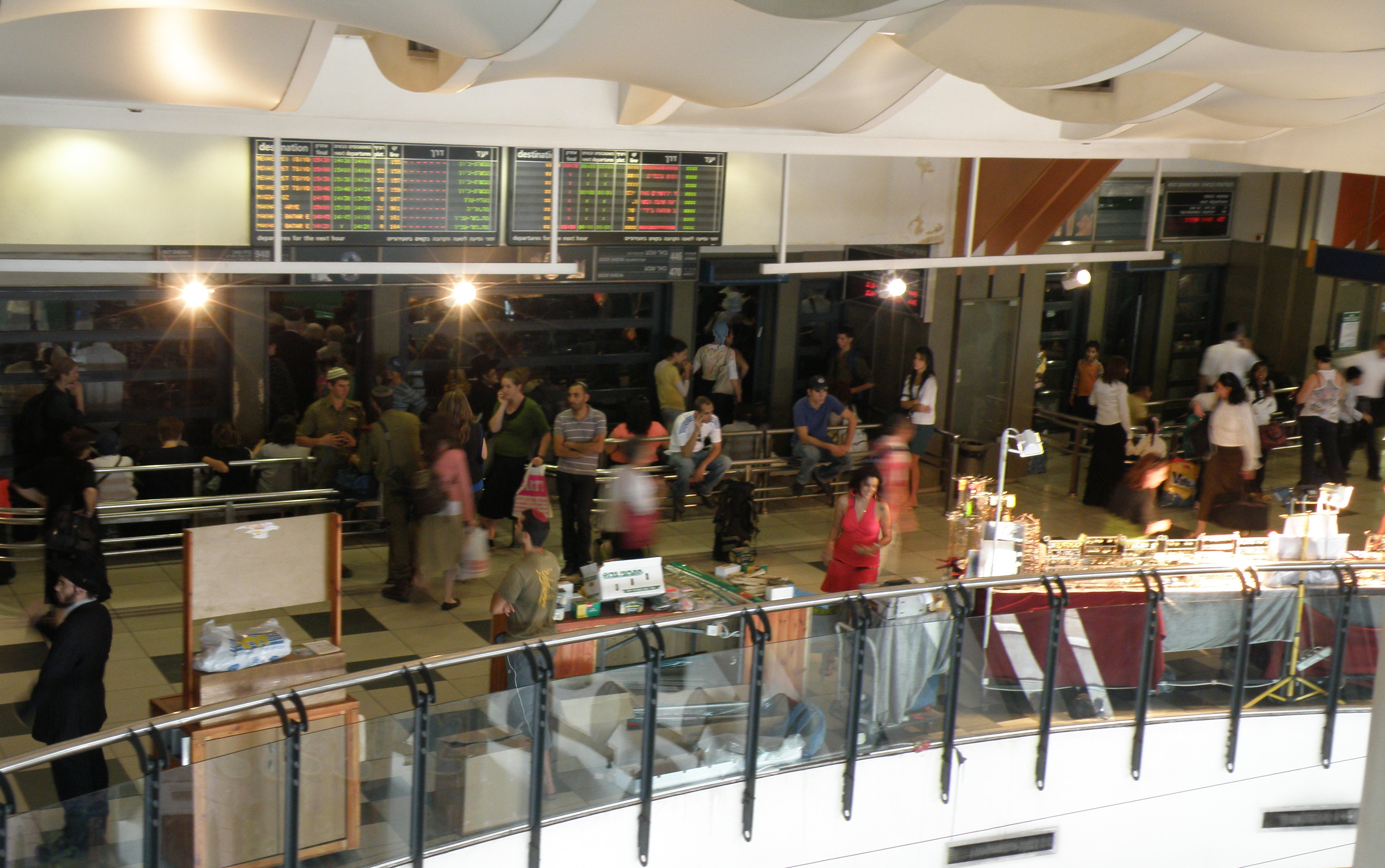
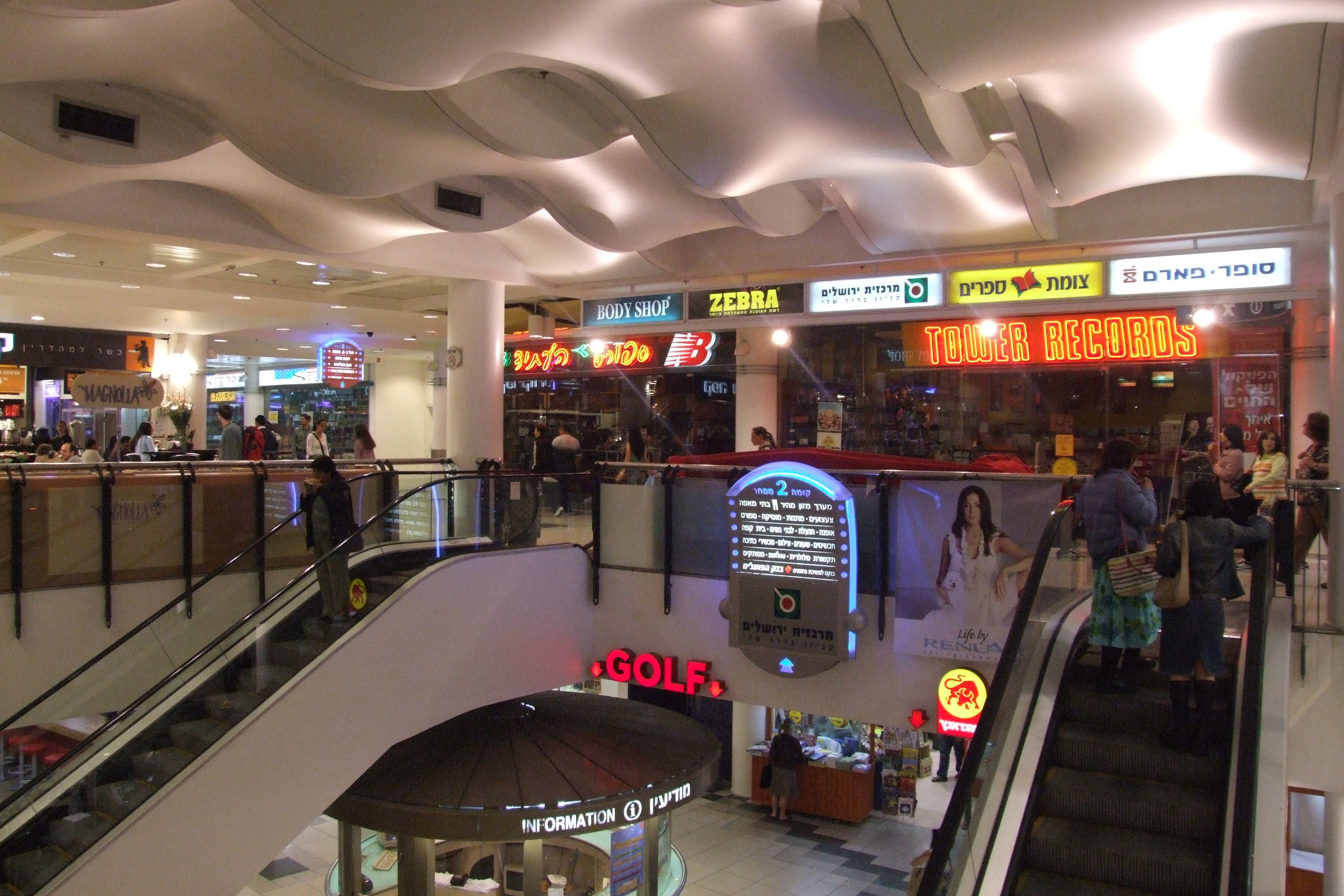